# Zenvo
Zenvo Automotive — виробник унікальних спортивних гіперкарів, розташований у Данії, у місті Престо. Zenvo Automotive є першим датським автовиробником за всю історію цієї країни. Специфікою компанії є виробництво високопродуктивних лімітованих гіперкарів, кастомізованих індивідуально для кожного клієнта.

## Історія
Компанія була заснована в 2004 році Троельсом Воллертсеном (Troels Vollertsen) та Крістіаном Брандтом (Christian Brandt), які поставили перед собою завдання створити надпотужний автомобіль з унікальним дизайном. Це завдання вдалося реалізувати у 2008 році, коли було завершено роботу над першим прототипом — моделлю Zenvo ST1. Прототип успішно пройшов дорожні випробування та демонстрував хороші показники — розганяється від 0 до 100 км/год за 3,2 секунди із граничною швидкістю 375 км/год. Zenvo ST1 став першим гіперкаром, одночасно оснащеним і наддувом (механічним нагнітачем), та турбонаддувом. За рахунок подібного поєднання 7-літровий 8-циліндровий мотор розвиває 1104 кінські сили і має максимальний крутний момент 1430 Нм. Автомобіль отримав назву Zenvo ST1, причому буква S в імені позначає «Supercharger» (у перекладі з англійської — «нагнітач»), а T — «Turbo» (турбокомпресор).
2009 року відбулася офіційна презентація Zenvo ST1. Перший зразок був представлений на марафоні «24 години Ле-Мана» і був номінований на звання «Суперкар року». У 2009 році модель була запущена в промислове виробництво, і перші 15 автомобілів було доставлено клієнтам.
1. ↑  Det Centrale Virksomhedsregister